# Theresienstadt
Theresienstadt, também referido como gueto de Theresienstadt, foi um campo de concentração estabelecido na fortaleza e guarnição da cidade de Terezín (hoje, parte da República Tcheca).

## História
A fortaleza de Theresienstadt foi construída entre 1780 e 1790 por ordem do imperador austríaco José II na região noroeste da Boêmia. Ele era destinado a ser parte integrante do idealizado mas não concluído sistema de fortalezas da monarquia. Theresienstadt foi assim chamado em homenagem à mãe do Imperador, Maria Teresa da Áustria, que reinou entre 1740-1780. No fim do século XVIII a instalação era obsoleta para um forte; no século XIX, o forte foi usado para manter prisioneiros militares e políticos.
De 1914 a 1918 o forte teve um de seus mais famosos prisioneiros, Gavrilo Princip. Princip foi o autor do assassinato do Arquiduque Franz Ferdinand (Francisco Fernando) da Áustria e sua esposa em 28 de junho de 1914, que é o conhecido estopim da Primeira Guerra Mundial. Princip morreu na cela número 1, de tuberculose, em 28 de março de 1918.
Em 10 de junho de 1940 a Gestapo tomou o controle de Theresienstadt e o transformou em prisão.
Em 24 de novembro de 1941 a cidade de Theresienstadt foi transformada num gueto murado. O que era na verdade um campo de concentração foi mostrado como um modelo de assentamento de judeus, uma cidade-modelo. Theresienstadt foi usado também como campo temporário de judeus europeus a caminho de Auschwitz.

Mapa indicando a localização dos campos de concentração na Europa ocupada pela Alemanha Nazista

Dr. Siegfried Seidl, um SS-Hauptsturmführer, foi o primeiro comandante deste campo em 1941. Seidl supervisionava o trabalho de 342 jovens conhecidos como Aufbaukommando, que transformaram o forte num campo de concentração. Apesar de os Aufbaukommando receberem a promessa de que eles e seus familiares ficariam ali, eventualmente todos eles foram transportados para Auschwitz-Birkenau em 1943, para Sonderbehandlung, ou ‘tratamento especial’, ou seja, envenenamento por gás logo que chegassem.
Como em outros guetos europeus, um Conselho Judeu teoricamente legislava no gueto. O primeiro Ancião Judeu de Theresienstadt foi Jakob Edelstein, um polonês sionista e líder da comunidade judia em Praga. Em 1943 ele foi deportado para Auschwitz, onde foi fuzilado junto com sua família. O segundo chefe foi Paul Eppstein, um sociólogo de Mannheim, Alemanha. Nesta época, Eppstein foi o porta-voz do Reichsvereinigung der Juden in Deutschland, a organização central de Judeus na Alemanha nazista. Na época dos transportes do outono de 1944, quando aproximadamente dois terços da população do gueto foi deportada para Auschwitz, Eppstein foi fuzilado no gueto. Sua morte, motivada pelos avisos que ele dava aos deportados sobre o que os esperava no ‘leste’ ocorreu no Yom Kippur, um dos maiores feriados judaicos, depois de avisar aos deportados o que os esperava no ‘leste’.

Mapa indicando (em vermelho) a localização do campo de Theresienstadt na atual República Tcheca.

Benjamin Murmelstein, um cidadão de Lvov que vivia em Viena sucedeu Eppstein. Sua popularidade no gueto era similar à de um comandante da SS. Nos últimos dias do gueto, o rabino Leo Baeck foi o Ancião. Entre 1943 e 1945, ele era o porta-voz do conselho de Anciões de Theresienstadt, sendo depois deportado para Berlim, onde serviu como cheve do Reichsvereinigung der Juden in Deutschland.
O campo foi instalado sob o comando do RSHA e Protetor do Reich para Boêmia e Morávia, Reinhard Heydrich. Logo o campo se tornou a ‘casa’ de um grande número de judeus da Tchecoslováquia ocupada. Os 7.000 tchecos não-judeus que viviam em Theresienstadt foram expulsos pelos nazistas na primavera de 1942. Depois disso, o gueto ficou sendo habitado por uma população que chegou ao múmero de 50 mil judeus. Com essa superpopulação a comida era escassa e neste mesmo ano quase 16 mil pessoas morreram, incluindo, em setembro, Esther Adolphine (uma irmã de Sigmund Freud) e em outubro, Friedrich Münzer, um classicista alemão.
Muitos dos 80.000 judeus tchecos que morreram no holocausto foram mortos em Theresienstadt, onde as condições eram extremamente difíceis. Remédios e tabaco eram estritamente proibidos, e a posse de qualquer desses itens podia ser punida com trabalho árduo ou a morte. Homens e mulheres eram oficialmente proibidos de se encontrar ou se comunicar com um não-judeu sem a permissão alemã. Theresienstadt ajudou no esforço de guerra alemão como fonte de trabalho escravo judeu. Prisioneiros cegos eram muitas vezes dispensados de serem deportados para assumissem a tarefa de testar campos minados dentro do campo. Outros pintavam de branco uniformes militares que serviam de camuflagem para soldados nazistas na frente russa.
Em 01/05/1945 o controle do campo foi transferido dos alemães para a Cruz Vermelha. Uma semana depois, em 8/5/45, Theresienstadt foi libertada por tropas soviéticas.

## A Cruz Vermelha
456 judeus da Dinamarca foram enviados para Theresienstadt em 1943. Esses eram judeus que não tinham fugido da Suécia antes da chegada dos nazistas. A chegada dos dinamarqueses foi de grande importância, já que os dinamarqueses insistiam para que a Cruz Vermelha tivesse acesso ao gueto. Essa foi uma ocasião rara, já que a maioria dos governos europeus não se interessava em que seus cidadãos judeus fossem tratados de acordo com princípios fundamentais. O rei dinamarquês Cristiano X, depois, assegurou a libertação dos prisioneiros dinamarqueses em 15/04/45. Os ‘Ônibus Brancos’, em cooperação com a Cruz Vermelha Dinamarquesa, retirou os 413 sobreviventes de Theresienstadt.
Em 05/02/45 o chefe da SS, Heinrich Himmler, permitiu o transporte de 1.210 judeus de Theresienstadt (a maioria holandesa) para a Suíça. Através de um acordo entre Himmler e Jean-Marie Musy, o presidente suíço pró-nazista, o grupo foi libertado depois que 1 milhão de 250 mil dólares foram depositados em bancos suíços por organizações judaicas operando na Suíça.
Depois da vitória dos aliados em 1945, Theresienstadt foi utilizado por partisans tchecos e prisioneiros para prender funcionários da SS e civis em retaliação a suas atrocidades.

## Atividade cultural dos prisioneiros
Theresienstadt foi originalmente designada para ser visto como uma lugar para judeus privilegiados da Alemanha, Tchecoslováquia e Áustria. Muitos judeus cultos foram aprisionados em Theresienstadt, e o campo foi noticiado pelos nazistas como um lugar de rica vida cultural – isso era apenas uma maquiagem para esconder o horror do lugar. Pelo menos quatro orquestras foram obrigadas a tocar no campo, assim como grupos e bandas de jazz. Muitas performances de palco foram produzidas por prisioneiros obrigados a agir assim para que uma face bonita do holocausto pudesse ser apresentada ao mundo. Alguns artistas proeminentes da Tchecoslováquia, Áustria, e Alemanha foram presos lá. Havia artistas, escritores, cientistas e juristas, diplomatas, músicos e professores. A maioria foi morta.
A comunidade em Theresienstadt tentou se assegurar de todas as crianças pudessem continuar sendo educados. Apesar de os nazistas obrigarem todas as crianças prisioneiras acima de uma certa idade a trabalhar, ajudar nas artes era considerado emprego, e a educação das crianças continuou apesar do trabalho ou da atividade cultural. Aulas diárias e atividades esportivas eram mantidas e a revista Vedem foi editada lá. Ela atingiu cerca de 15 mil crianças, das quais menos que 100 sobreviveram ao fim da guerra.
O artista e professor de artes Friedl Dicker-Brandeis criou aulas de pintura para as crianças no gueto. Essa atividade resultou na produção de cerca de quatro mil pinturas infantis, que Dicker-Brandeis escondeu em duas malas antes de ser mandado para Auschwitz. Essa coleção foi poupada da destruição pelos nazistas e não foi descoberta durante uma década. A maioria destes desenhos pode ser vista no Museu Judeu em Praga, cuja seção Holocausto é responsável pela administração da Coleção do Arquivo de Theresienstadt. As crianças do campo também escreveram contos e poemas, alguns dos quais foram preservados e posteriormente publicados numa coleção chamada I Never Saw Another Butterfly (Nunca Mais eu vi uma Borboleta).
O compositor Viktor Ullmann, preso em setembro de 1942 e assassinado em Auschwitz em outubro de 1944, compôs cerca de 20 obras em Theresienstadt, incluindo uma ópera de um ato, Der Kaiser von Atlantis (O Imperador de Atlantis ou A Rejeição da Morte), apresentada pela primeira vez em 1975, transmitida na íntegra pelo canal de TV BBC na Grã-Bretanha e encenada até hoje. Ela deveria ser encenada apenas no campo, mas foi liberada assim que estreou, provavelmente pelo fato de as autoridades perceberem a intenção alegórica da peça. Outro compositor morto em Theresienstadt foi Zikmund Schul.
Em 2007, a cantora sueca Anne Sofie von Otter lançou um CD de canções compostas em Theresienstadt.

## Ferramenta de propaganda
Em 23/06/44 os nazistas permitiram que a Cruz Vermelha visitasse o campo para desfazer rumores de campos de extermínio. A comissão incluía E. Juel-Henningsen, o médico-chefe do Ministério da Saúde dinamarquês e Franz Hvass, o mais alto servidor civil do Ministério do Exterior dinamarquês. Dr. Paul Eppstein foi orientado pela SS a representar o papel de prefeito de Theresienstadt.
Para minimizar a aparência de superlotação de Theresienstadt, muitos judeus foram mandados para Auschwitz. Também foram erguidos falsas lojas e cafés para mostrar que os judeus viviam com relativo conforto. Os dinamarqueses que a Cruz Vermelha foi visitar viviam em quartos recém pintados, não mais do que três num quarto. Os prisioneiros desfrutavam da performance de uma ópera infantil, Brundibar, que foi escrita pelo prisioneiro Hans Krása.
A armação foi tão bem sucedida que os nazistas decidiram fizer um documentário em Theresienstadt. A produção do filme começou em 26 de fevereiro de 1944. Dirigido pelo prisioneiro Kurt Gerron (a director, dançarino de cabaret e ator que havia aparecido com Marlene Dietrich em The Blue Angel), o filme deveria mostrar quão bem os judeus viviam sob a proteção benevolente do Terceiro Reich. Depois do lançamento do filme a maioria do elenco e o diretor do filme foram mandados para Auschwitz. Gerron e sua esposa foram executados em câmaras de gás em 28/10/44. O filme não foi lançado a tempo, mas foi cortado em pequenas partes que serviram ao propósito, e apenas trechos do filme restaram.
Conhecido como ‘O Führer Dá Uma Cidade Aos Judeus’, o nome correto do filme é Theresienstadt: Ein Dokumentarfilm aus dem jüdischen Siedlungsgebiet (Terezin: um documentário da recolonização judaica). (Cf. Hans Sode-Madsen: The Perfect Deception. The Danish Jews and Theresienstadt 1940–1945. Leo Baeck Yearbook, 1993)

## O crematório
Aproximadamente 144.000 judeus foram mandados para Theresienstadt. Cerca de 40.000 deles originais da Alemanha, 15 mil da Áustria, 5.000 da Países Baixos e 300 de Luxemburgo. Somados aos cerca de 500 judeus da Dinamarca, também judeus eslovacos e húngaros foram deportados para o gueto. Cerca de 1.600 crianças judias de Białystok, Polônia, foram mandados de Theresienstadt para Auschwitz; nenhuma delas sobreviveu. A maioria dos prisioneiros era de judeus tchecos. Cerca de 33.000 morreram em Theresienstadt, pelas péssimas condições do campo (fome, stress e doença, especialmente a epidemia de tifo no fim da guerra). Cerca de 88.000 foram mandados a Auschwitz e outros campos de extermínio. Quando a guerra terminou, havia apenas 17.247 sobreviventes. Das 15 mil crianças que havia anteriormente, apenas 93 estavam vivas quando o campo foi libertado.

## Ligação externa
- «Sítio oficial» (em tcheco)
- "Theresienstadt", Sobre o Holocausto, Yad Vashem
- Beit Terezin, Theresienstadt Martyr's Remembrance Association no kibbutz Givat Haim Ihud, Israel
- The Archive of Holocaust, The Jewish Museum em Praga
- Pastimes: Numismatics, The New York Times
- The Genocide of the Czech Jews por Miroslav Karny
- A comprehensive discography of Musicians in Theresienstadt, Claude Torres website
- Guide to the Theresienstadt Collection, Leo Baeck Institute, New York City, New York